# Naenaria segmentalia
Naenaria segmentalia là một loài tò vò trong họ Ichneumonidae.